# Álvaro de Bazán y Guzmán
Álvaro de Bazán y Guzmán (Granada; 12 de desembre de 1526 - Lisboa, Portugal; 9 de febrer de 1588), primer marqués de Santa Cruz, en referència a la localitat manxega de Santa Cruz de Mudela, fou un militar i almirall espanyol, cavaller de l'Orde de Santiago.

## Biografia
Va néixer al centre de la ciutat de Granada, confluència del carrer Reis Catòlics i Gran Via, on s'obre la plaça Isabel la Catòlica, el 12 de desembre de 1526 i va morir a Lisboa, el 9 de febrer de 1588. El seu avi va servir a la Guerra de Granada amb els Reis Catòlics i el seu pare va ser mariner al servei de Carles I, de qui va obtenir la concessió dels senyorius del Viso i de Santa Cruz de Mudela, que passarien a pertànyer a don Álvaro.
Fill d'Álvaro de Bazán el Vell, que va arribar a ser Capità General de les Galeres d'Espanya, i d'Ana Guzmán, filla del comte de Teba i marqués d'Ardales, va tenir l'oportunitat de prendre les armes a la mar des de molt jove, en companyia del seu pare. Amb dos anys, Carles I li va fer mercè de l'hàbit de Santiago, expressió de la predilecció de l'emperador pel seu pare. El seu tutor va ser Pedro González de Simancas, que li va proporcionar una instrucció humanística molt acurada i que el va fer tenir en gran estima a poetes i humanistes, als que sempre va protegir i dels que va ser mecenes. D'estirp noble navarrès, l'escut familiar és un tauler d'escacs, segons es diu per trobar-se jugant a aquest joc abans de la batalla, va tenir el comandament de l'esquadra de reserva amb una actuació decisiva en la batalla de Lepant.
S'explica que es va guanyar el títol de Marquès de Santa Cruz quan el rei es va compadir d'ell en veure'l exposat al sol i li va manar cobrir-se, en agrair-li al monarca, aquest li va dir "pel sol, senyor marques, pel sol".
La vida militar d'Álvaro de Bazán va indissolublement unida als principals fets d'armes de la marina, va ser home de confiança de Felip II de Castella i nomenat Capità de la mar Oceana i almirall de la Marina.
Les seves campanyes més destacades van ser:
- La derrota de l'armada francesa en aigües de Galícia a la batalla de Muros.[1]
- La conquesta de l'illa de La Gomera
- La batalla de Lepant[2]
- La batalla naval i ocupació de l'illa Terceira o Tercera, a les illes Açores durant la Guerra de Successió Portuguesa. En aquesta batalla van ser utilitzats per primera vegada a la història les forces d'infanteria de marina per l'ocupació de platja i terreny.

El va sorprendre la mort a Lisboa, ocupat en la preparació de l'armada Gran i Felicíssima Armada. Està enterrat al Viso del Marqués junt amb la seva esposa Maria Manuela de Benavides.

## Marques i mecenes

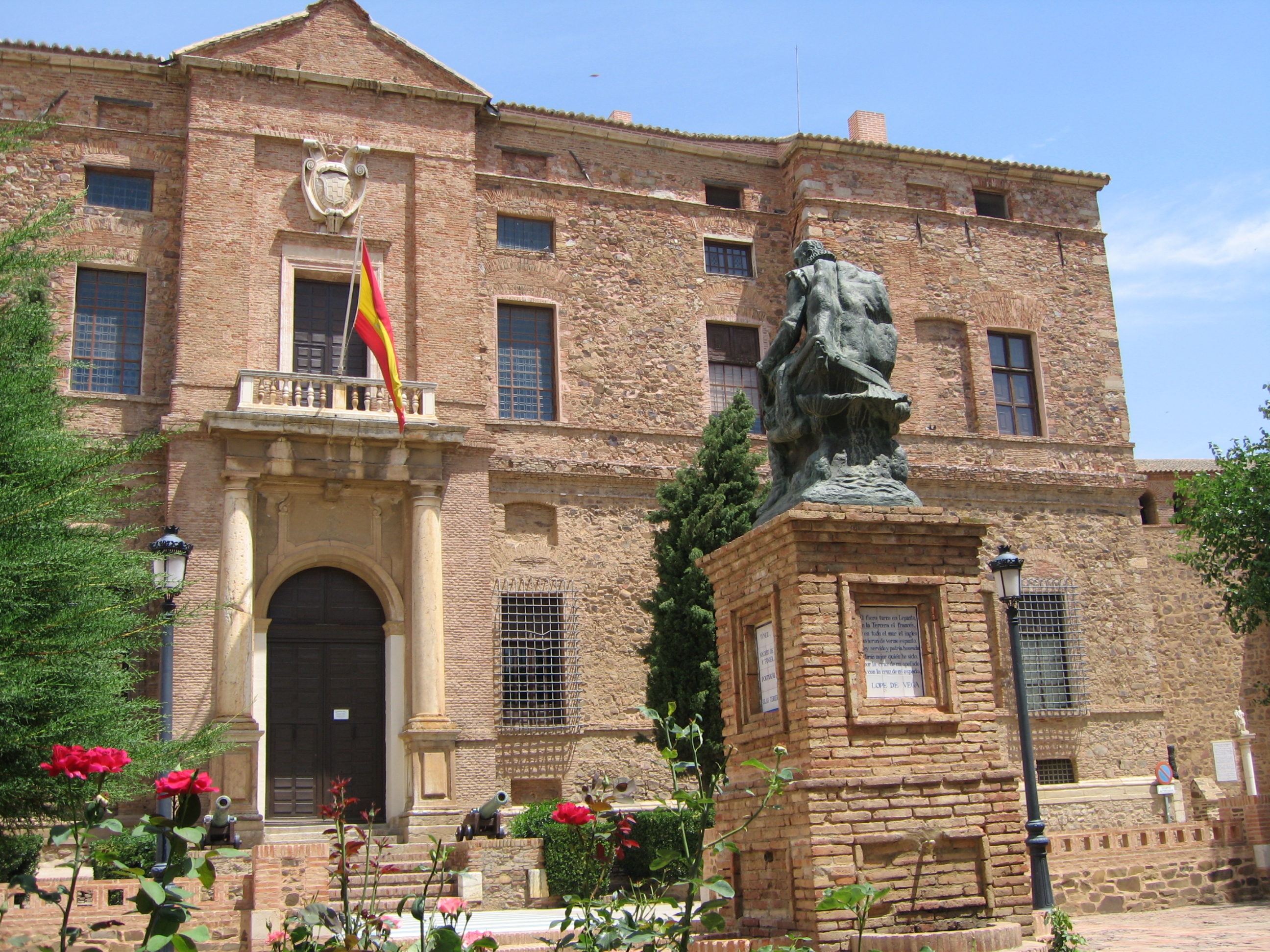
Viso del Marqués-Palau dels marquesos de Santa Cruz i Arxiu General de la Marina Álvaro de Bazán

Pels seus mèrits militars, el rei Felip II li va concedir el títol de Marquès i va prendre el nom de Marquès de Santa Cruz per ser senyor de la vil·la de Santa Cruz de Mudela, per això Viso del Port va passar a dir-se Viso del Marqués. Va comprar a Felip II el senyoriu de la vil·la de Valdepeñas. Es va fer construir a finals del segle xvi dos palaus, un a la plaça major de Valdepeñas, que no es conserva, i un altre al costat de l'església parroquial d'El Viso del Marqués, que sí que es conserva i és utilitzat actualment com Arxiu General de la Marina Álvaro de Bazán. Les obres van començar el 1564, segons confirmen Giovanni Casteloo el Bergamasc i Cea Bermúdez, encara que Fernando Marias opina que el palau va ser projectat per Enrique Egas el mosso i continuat pel Bergamasc quan va arribar d'Itàlia acompanyat de bons artistes i decoradors. Don Álvaro va cobrir aquest magnífic palau renaixentista d'intocables frescos dels pintors manieristes italians Cesare Arbasia i tota la família Peroli; Nicolà, Stefano, Francesco i Giambattista Perlo, que va fer cridar d'Itàlia, per narrar amb imatges els èxits militars en paral·lelisme amb les de l'heroi mitològic Heracles. El marquès volia així estar a mitjan camí entre les corts i el port de Sevilla, al qual, com a marí famós, havia d'acudir freqüentment: al llarg de tota la seva vida es va preocupar freqüentment a redimir captius dels musulmans. A l'església parroquial propera es troba un cocodril dissecat penjat a la volta central del presbiteri, regal al marqués d'un bajà musulmà en un dels seus incomptables viatges.
Els marquesos de Santa Cruz van protegir les arts i les lletres, diversos escriptors els van dedicar algunes obres (Góngora entre altres). Don Álvaro és molt probable que protegís Bernardo de Balbuena i altres poetes. El fill de don Álvaro va protegir Félix Lope de Vega, qui li va dedicar una comèdia, i durant el segle xviii van ser il·lustrats, van fomentar les indústries locals i l'educació en els senyorius i van protegir escriptors intel·lectuals il·lustrats com Carles de Praves, Jose Viera i Manuel Lanz de Casafonda àlies Clavijo, que van ser preceptors dels seus fills.
| «                    | El fiero turco en Lepanto, en la Tercera el francés, y en todo mar el inglés, tuvieron de verme espanto. Rey servido y patria honrada dirán mejor quién he sido por la cruz de mi apellido y con la cruz de mi espada. | » |
| — Lope de Vega, 1588 | |   |

| «                    | El fer turc a Lepant, a la Tercera el francès, i a tota mar l'anglès, hagueren de veure'm l'espant. Rei servit i pàtria honrada diran millor qui he estat per la creu del meu cognom i amb la creu de la meva espasa. | » |
| — Lope de Vega, 1588 | |   |